# Eimeria caviae
Eimeria caviae ist ein einzelliger Parasit des Darms bei Meerschweinchen aus der Gruppe der Kokzidien. Der Erreger besiedelt vor allem das Colon und ist die einzige bei Meerschweinchen bekannte Kokzidie. Er verursacht die Kokzidiose. Diese Erkrankung kommt weltweit vor und spielt vor allem in größeren Haltungen eine Rolle.

## Merkmale und Entwicklung
Die Oozysten von E. caviae sind oval und 17–25 µm × 13–18 µm groß. Sie besitzen eine zarte braune Wand ohne Membranpore (Mikropyle). Sporozysten sind 11–13 µm × 6–7 µm groß und enthalten zwei Sporozoiten.
Die Sporulation dauert je nach Temperatur zwischen zwei und elf Tagen. Die Sporozoiten dringen in die Darmschleimhaut ein und vermehren sich nach etwa einer Woche durch Schizogonie. Schizonten sind etwa 6–10 µm groß und produzieren bis zu 32 sichelförmige, 6 bis 16 µm lange Merozoiten. Die Mikrogamonten haben einen Durchmesser von 13 bis 18 µm und enthalten etwa 100 gebogene, 3 µm lange Mikrogameten mit zwei 6 bis 9 µm langen Geißeln. Makrogameten sind im Mittel 11,3 µm × 13,5 µm groß.